# Bay Harbor Islands, Florida
Bay Harbor Islands är en stad (town) i Miami-Dade County, i delstaten Florida, USA. Enligt United States Census Bureau har staden en folkmängd på 5 762 invånare (2011) och en landarea på 1 km².